# 郡山吹奏楽団
郡山吹奏楽団（こおりやますいそうがくだん、Koriyama Wind Orchestra）は、福島県郡山市の吹奏楽団。略称で「郡吹（ぐんすい）」とも呼ばれる。活動場所は郡山市民文化センターなど。

## 概要
1972年創立。創立時のテーマは、「吹奏楽を通じて音楽文化の向上を図り、明るい街づくりに貢献する」。
全日本吹奏楽コンクール全国大会に過去7回出場し、金賞を1回、銀賞を4回、銅賞を2回受賞。
毎年4月に行なっている「スプリングコンサート」では、客演指揮として作曲家の佐藤守廣や岡部富士夫を、また、ゲストプレーヤーとして宮川彬良、中川英二郎、エリック・ミヤシロ、前田綾子らを招いて演奏している。

## 歴史
- 1972年（昭和47年）12月 - 団員20名で創立
- 1975年（昭和50年） - 全日本吹奏楽コンクール全国大会に初出場し、一般Aで銅賞を受賞[2]
- 1980年（昭和55年） - 全日本吹奏楽コンクール全国大会に出場し、一般Aで金賞を受賞[3]

## 指揮者
- 名誉指揮者
岩井直溥（作曲家、編曲家、指揮者）
- 客演指揮者
岡部富士夫（作曲家、郡山女子大学短期大学部教授、郡山市民オーケストラ指揮者）
- 客演指揮者
佐藤守廣（作曲家、郡山ジュニアフィルハーモニーオーケストラ指揮者）